# Schloß- und Marktplatz (Erlangen)

Der Schloßplatz vor dem Erlanger Schloss 2007

Der Schloßplatz in Erlangen bildet zusammen mit dem benachbarten Marktplatz das heutige Zentrum der Stadt. Sie sind Teile der Erlanger Fußgängerzone und Austragungsort zahlreicher Märkte.

## Geschichte

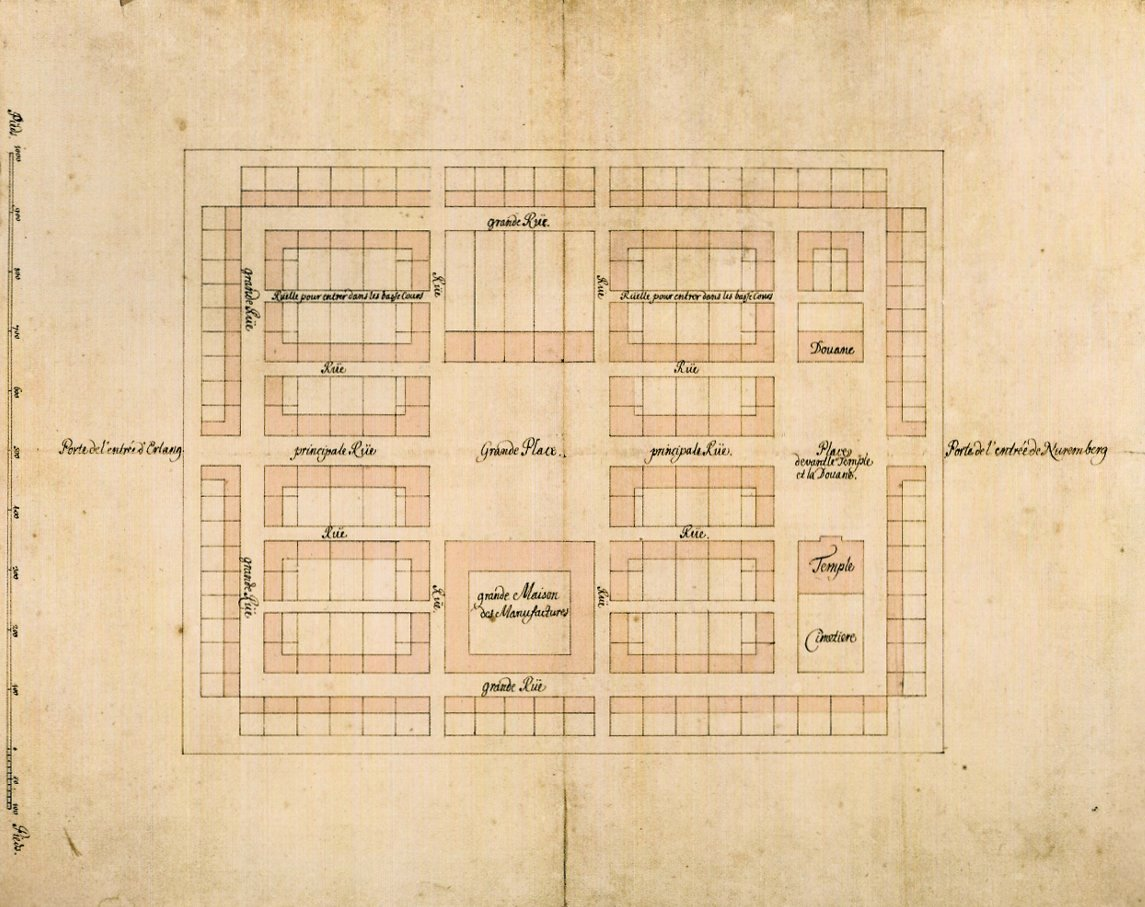
Der Entwurf der Erlanger Neustadt mit dem Grande Place von J.M. Richter

Die beiden Plätze wurden 1686 als Grande Place westlich des neu gebauten Erlanger Schlosses nach Plänen des markgräflichen Oberbaumeisters Johann Moritz Richter angelegt. Die 91 × 91 Meter große, quadratische Grande Place wurde mittig von der Hauptstraße durchquert. An den Ecken befanden sich ursprünglich sieben Meter tiefe Brunnen, die heute nicht mehr vorhanden sind.

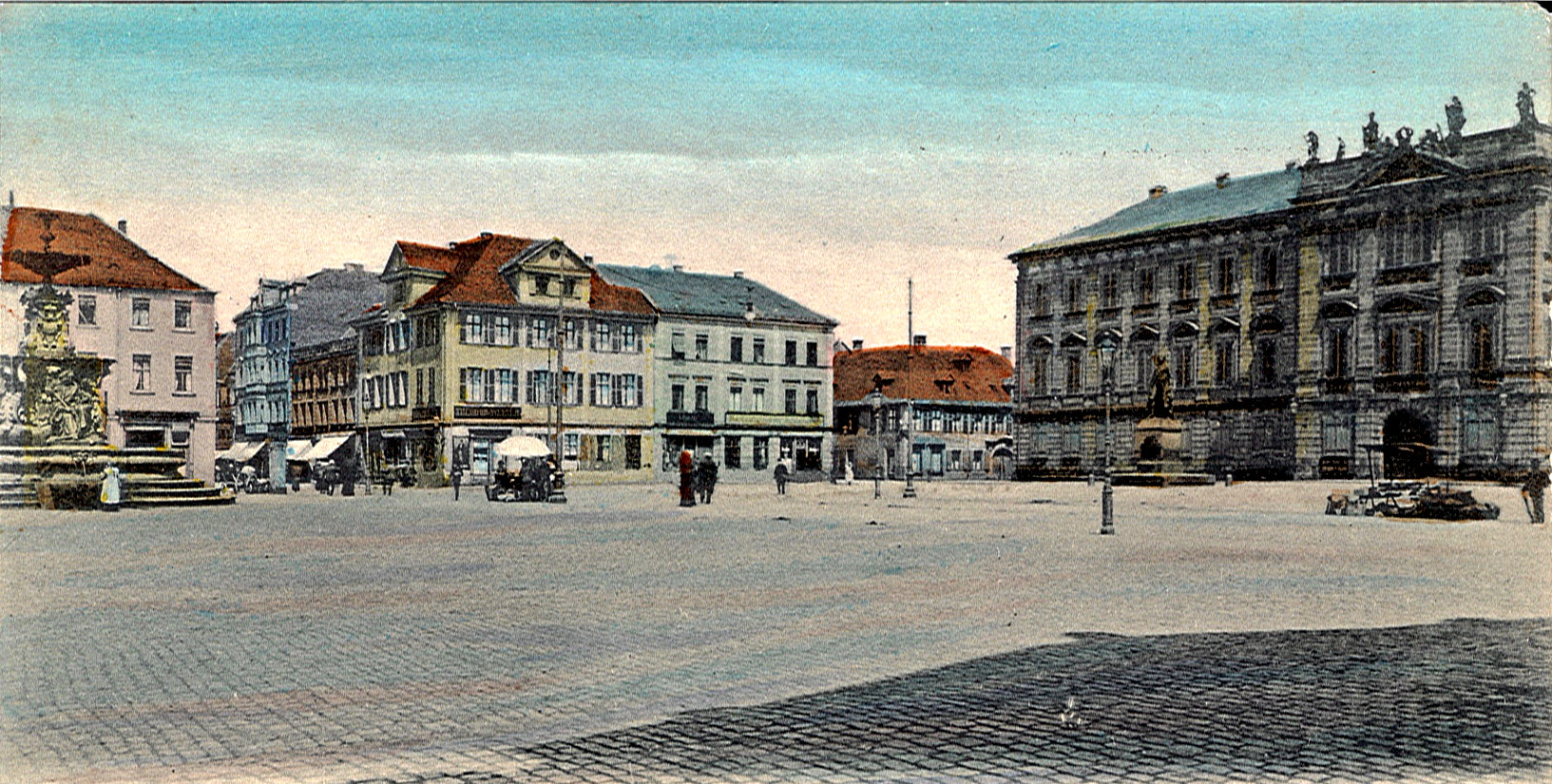
Der Schloßplatz um 1900

1745 wurde die Grande Place aufgeteilt, um unterschiedlichen Funktionen jeweils eigenen Raum zur Verfügung zu stellen. Der östliche Teil wurde als Schloßplatz zum Repräsentieren und für Paraden verwendet. Der westliche Teil diente dem Handel und wurde nacheinander Grüner Markt, Obst Marckt, Grüner Obstmarkt, Obstmarkt und Viktualienmarkt benannt, bevor er seinen heutigen Namen Marktplatz erhielt.
Seit 1843 steht im Zentrum des Schloßplatzes das Standbild des Universitätsgründers Markgraf Friedrich von Brandenburg-Bayreuth. Das Pendant dazu auf dem Marktplatz ist der 1889 eingeweihte Paulibrunnen. 1933 kam es auf dem Schloßplatz wie in vielen anderen deutschen Städten zu einer Bücherverbrennung, an die eine in den Boden eingelassene Gedenktafel erinnert.
1976 wurden auf der nördlichen und südlichen Seite der beiden Plätze sowie 1982/83 auf der westlichen Seite des Marktplatzes Platanen gepflanzt. 1977 wurde die heutige Schinkelbeleuchtung installiert und 1982/1985 das gesamte Areal gepflastert und in die Fußgängerzone integriert.

## Beschreibung

### Markgrafendenkmal

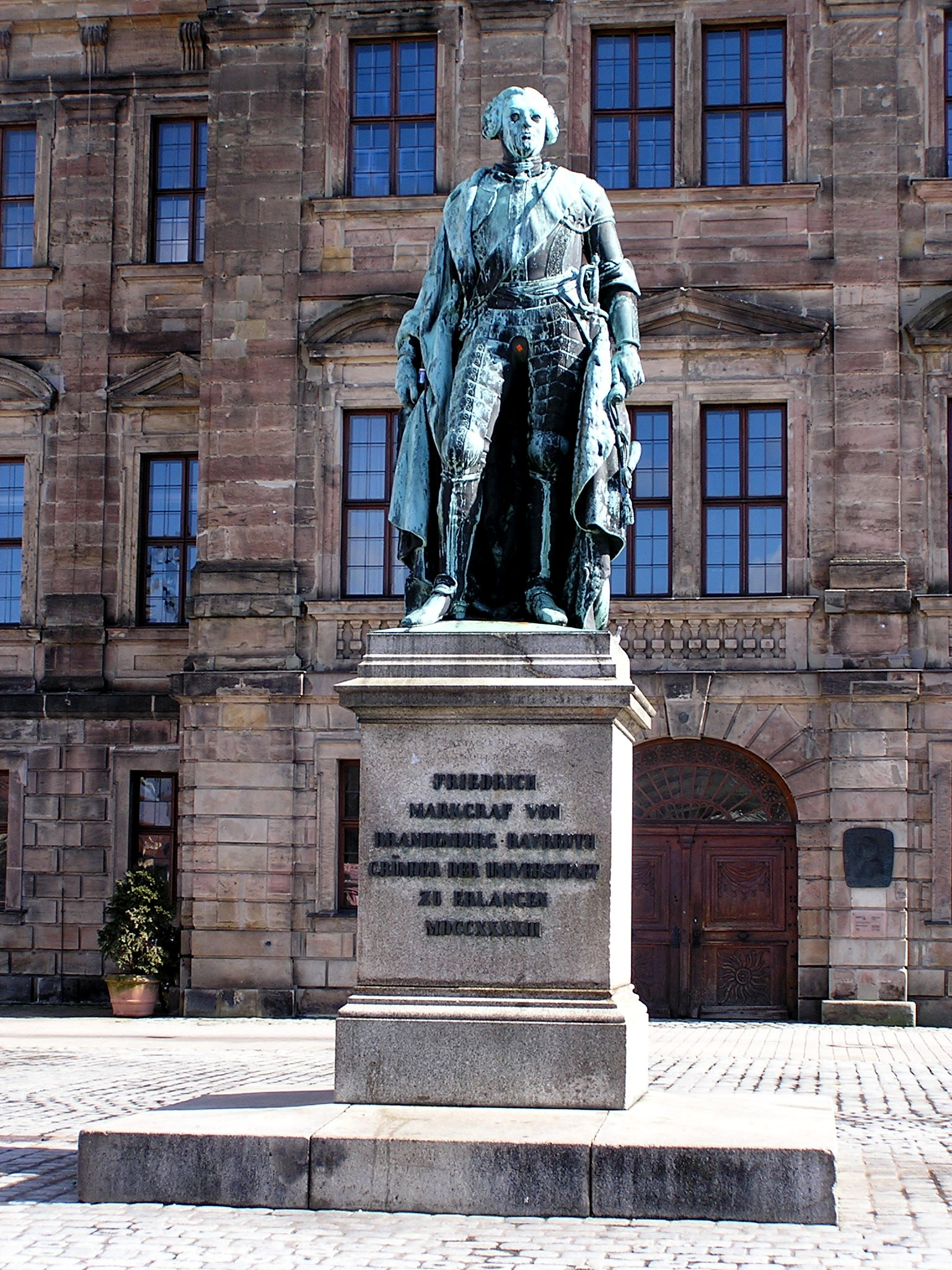
Das Markgrafendenkmal auf dem Schloßplatz 2007

Das Markgrafendenkmal ist das erste Standbild in Deutschland, das einen Universitätsgründer ehrt und wurde 1843 von König Ludwig I. anlässlich des 100-jährigen Bestehens der Friedrich-Alexander-Universität gestiftet. Der Entwurf stammt von dem bayerischen Hofbildhauer Ludwig Schwanthaler, die Gussausführung übernahm Johann Baptist Stiglmaier. Das Denkmal zeigt den Markgrafen Friedrich von Brandenburg-Bayreuth überlebensgroß mit Harnisch, Prunkmantel und der Gründungsurkunde der Universität in der Hand.

### Paulibrunnen

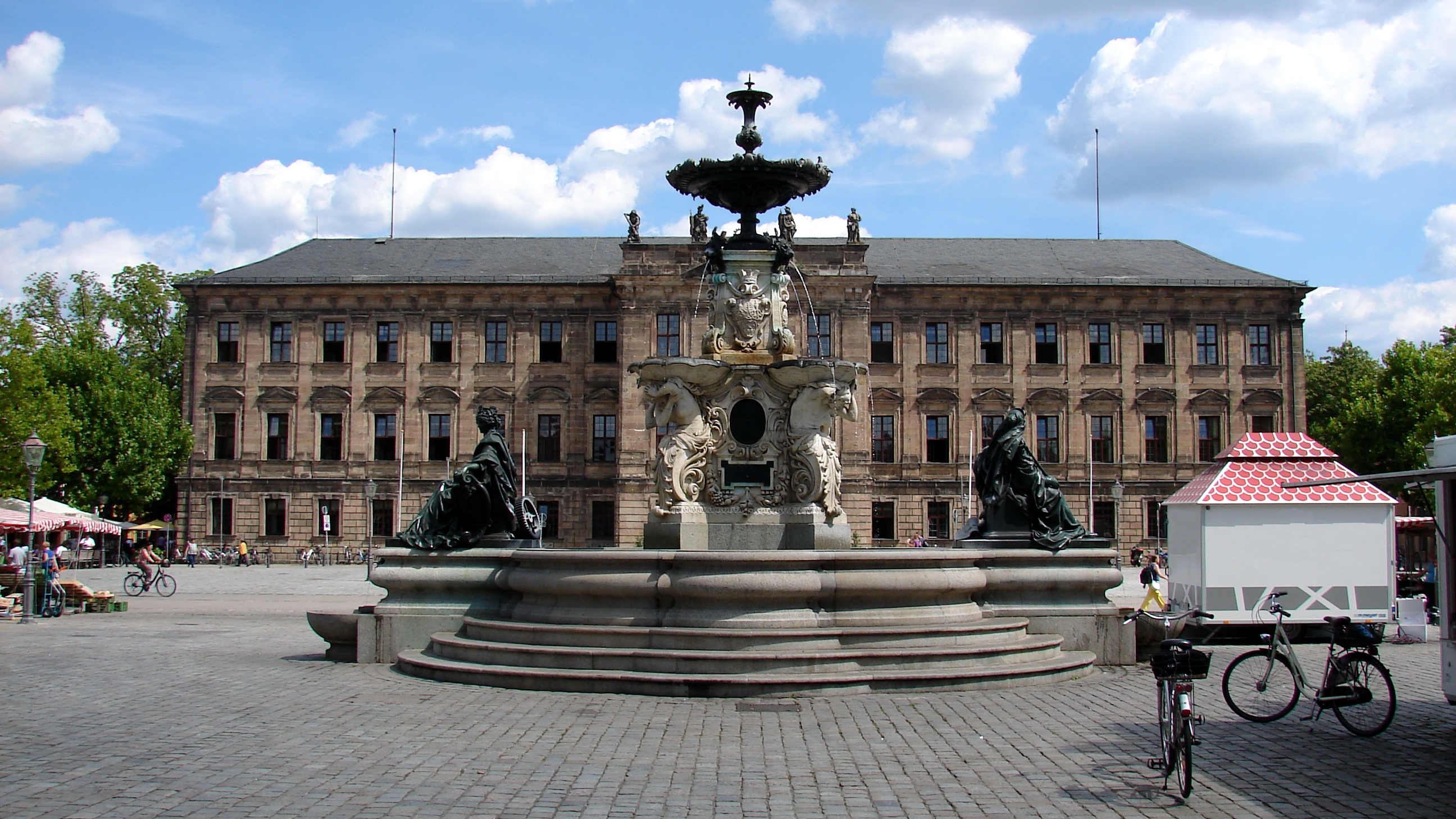
Paulibrunnen in der Mitte des Marktplatzes 2012

Der von der Paulistiftung finanzierte Paulibrunnen wurde 1889 nach dem Entwurf von Friedrich Wanderer durch den Bildhauer Georg Leistner, den Erzgießer Christoph Lenz sowie den Steinmetz Georg Suter in der Mitte des Marktplatzes errichtet. Der im Stil der Spätrenaissance gestaltete Brunnen zeigt über dem Hauptbecken zwei in antike Gewänder gekleidete allegorische Figuren. Die Erlangia mit den Zeichen der heimischen Industrie und des Gewerbes und die Alma Mater mit den Symbolen der Wissenschaft. Der Aufbau in der Mitte des Brunnens zeigt Reliefporträts der Markgrafen Christian Ernst und Alexander und des Prinzregenten Luitpold von Bayern.

## Anliegende Bauwerke

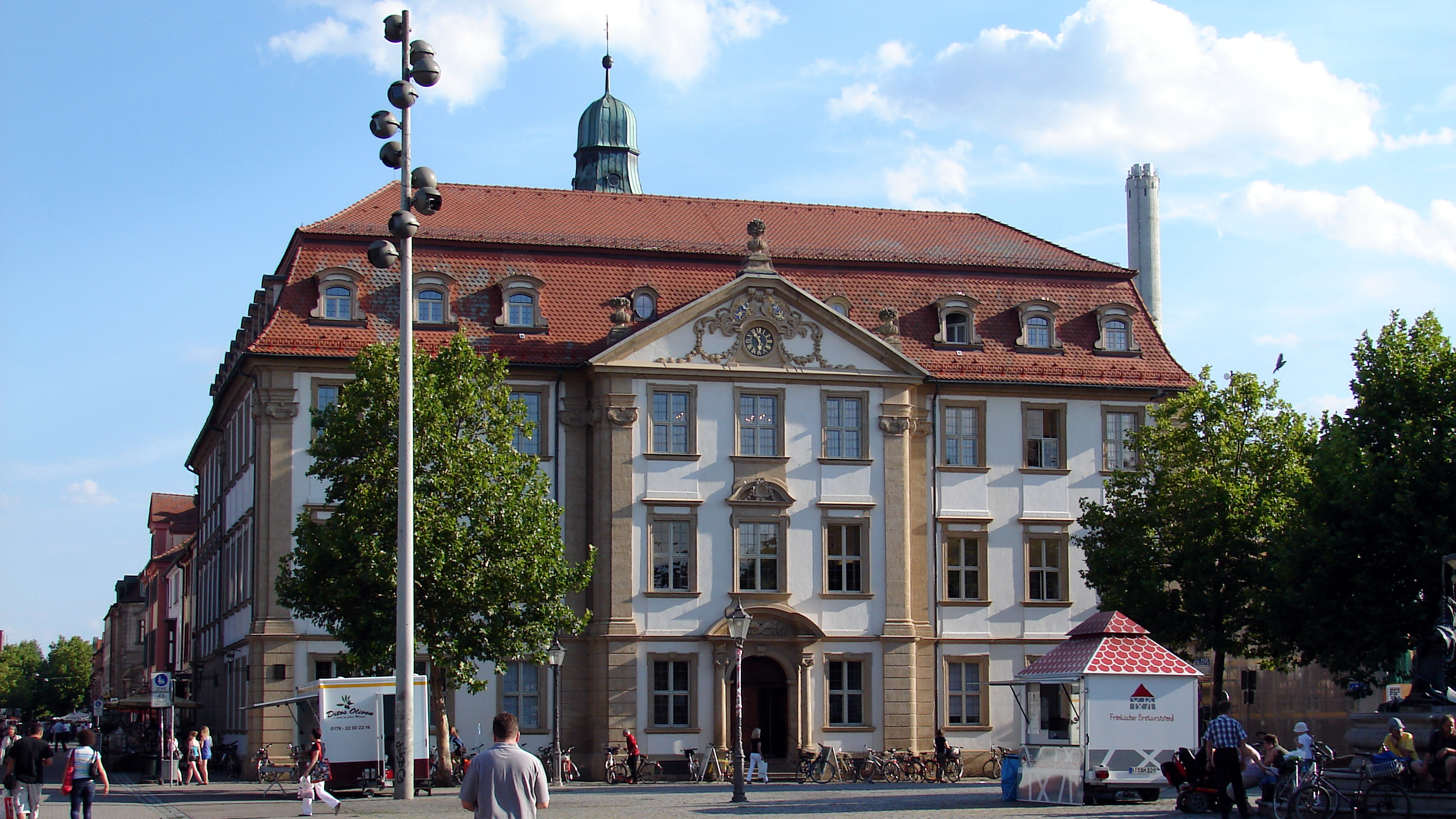
Das Stutterheim’sche Palais 2012

Neben dem dominierenden Schloss befindet sich das Cafe Mengin am Schloßplatz, ein von Hugenottennachkommen gegründeter Betrieb. In dem Haus Schloßplatz 3 erinnert eine Gedenktafel an die ehemalige Werkstatt des Universitätsmechanikers Erwin Moritz Reiniger, die als Ursprung der Siemens Medizintechnik gilt. An der Südseite des Marktplatzes befindet sich das 1728 erbaute Stutterheim'sche Palais, das in den Jahren 1836 bis 1971 als Rathaus diente und heute das Kunstpalais und die Stadtbibliothek beherbergt. An dem Haus Am Marktplatz 4 erinnert eine Tafel an den Dichter August von Platen.

## Veranstaltungen
Die beiden Plätze sind aufgrund ihrer zentralen Lage Austragungsort einer Reihe von regelmäßigen Festen und Veranstaltungen. Dazu gehören:
- Wochenmarkt
- Lichtmessmarkt[1]
- Faschingsfest
- Frühlingsfest mit dem Familienspaßtag
- SchlossStrand[2]
- Augustmarkt
- Oktobertrubel des Stadtjugendrings Erlangen[3]
- Erlanger Waldweihnacht